# ボーヒニ
ボーヒニ(ボーヒンとも、スロベニア語: Bohinj)は、スロベニアの市である。